# Filmes de 1957 da Paramount Pictures
Em 1957, a Paramount Pictures lançou um total de 19 filmes.

## Destaques
As produções mais significativas foram:
- Beau James, despedida de Bob Hope do estúdio, uma biografia descontraída de Jimmy Walker, o prefeito que "reinou em Nova York nos dias e noites mais estonteantes da década de 1920"[1]
- Funny Face, musical de Stanley Donen "arrebatador para os olhos",[1] indicado para quatro prêmios Oscar, com atuações marcantes de Audrey Hepburn e Fred Astaire
- Gunfight at the O.K. Corral, faroeste clássico sobre o episódio histórico em que Wyatt Earp (Burt Lancaster) e Doc Holliday (Kirk Douglas) enfrentaram o bando de Ike Clanton
- The Tin Star, faroeste despretensioso mas com roteiro inteligente, estrelado por Henry Fonda como o pistoleiro que ensina ao jovem xerife vivido por Anthony Perkins os segredos da profissão
- Wild Is the Wind, drama tenso de George Cukor, em que Anna Magnani faz a noiva italiana de um rancheiro e acaba por se envolver com o filho adotivo dele

## Prêmios Oscar
Trigésima cerimônia, com os filmes exibidos em Los Angeles em 1957:
| Filme                       | Indicações                                                                   | Premiações |
| --------------------------- | ---------------------------------------------------------------------------- | ---------- |
| Funny Face                  | Roteiro Original Fotografia Direção de Arte/Decoração de Interiores Figurino | ---        |
| Gunfight at the O.K. Corral | Gravação de Som Edição                                                       | ---        |
| The Joker Is Wild           | Canção                                                                       | Canção     |
| The Tin Star                | Roteiro Original                                                             | ---        |
| Wild Is the Wind            | Ator (Anthony Quinn) Atriz (Anna Magnani) Canção                             | ---        |

### Prêmios Especiais ou Técnicos
- Charles E. Sutter, William B. Smith, Paramount Pictures Corporation e General Cable Corporation: Prêmio Científico ou Técnico (Classe III - Certificado de Menção Honrosa), "pela criação e aplicação em estúdio de conectores e cabos elétricos de alumínio leve"[2]

## Os filmes de 1957
| Título original             | Título PT/BR                 | Título PT/PT           | Astros                         | Diretor            |
| --------------------------- | ---------------------------- | ---------------------- | ------------------------------ | ------------------ |
| Beau James                  | O Prefeito Se Diverte        | Jaime, O Belo          | Bob Hope, Vera Miles           | Melville Shavelson |
| The Buster Keaton Story     | O Palhaço Que Não Ri         |                        | Donald O'Connor, Ann Blyth     | Sidney Sheldon     |
| The Delicate Delinquent     | O Deliquente Delicado        | O Delinquente Delicado | Jerry Lewis, Darren McGavin    | Don McGuire        |
| The Devil's Hairpin         | O Trampolim do Diabo         |                        | Cornel Wilde, Jean Wallace     | Cornel Wilde       |
| Fear Strikes Out            | Vencendo o Medo              | Vencendo o Medo        | Anthony Perkins, Karl Malden   | Robert Mulligan    |
| Funny Face                  | Cinderela em Paris           | Cinderela em Paris     | Audrey Hepburn, Fred Astaire   | Stanley Donen      |
| Gunfight at the O.K. Corral | Sem Lei e Sem Alma           | Duelo de Fogo          | Burt Lancaster, Kirk Douglas   | John Sturges       |
| Hear Me Good                |                              |                        | Hal March, Merry Anders        | Don McGuire        |
| The Joker is Wild           | Chorei Por Você              |                        | Frank Sinatra, Mitzi Gaynor    | Charles Vidor      |
| The Lonely Man              | O Bandoleiro Solitário       |                        | Jack Palance, Anthony Perkins  | Henry Levin        |
| Loving You                  | A Mulher Que Eu Amo          |                        | Elvis Presley, Lizabeth Scott  | Hal Kanter         |
| Mr. Rock and Roll           | O Rei do Rock and Roll       |                        | Alan Freed, Rocky Graziano     | Charles Dubin      |
| Omar Khayyam                | As Aventuras de Omar Khayyam |                        | Cornel Wilde, Michael Rennie   | William Dieterle   |
| The Sad Sack                | O Bamba do Regimento         | O Herói do Regimento   | Jerry Lewis, David Wayne       | George Marshall    |
| Short Cut to Hell           | Atalho Para o Inferno        |                        | William Bishop, Robert Ivers   | James Cagney       |
| Stowaway Girl               | A Clandestina                | Manuela                | Trevor Howard, Elsa Martinelli | Guy Hamilton       |
| The Tin Star                | O Homem dos Olhos Frios      | Sangue no Deserto      | Henry Fonda, Anthony Perkins   | Anthony Mann       |
| Wilde Is the Wind           | Fúria da Carne               | Selvagem É o Vento     | Anna Magnani, Anthony Quinn    | George Cukor       |
| Zero Hour                   | Entre a Vida e a Morte       |                        | Dana Andrews, Linda Darnell    | Hall Bartlett      |